# Neoptychocarpus
Neoptychocarpus es un género con tres especies de plantas de flores perteneciente a la familia Salicaceae. 

## Especies seleccionadas
- Neoptychocarpus apodanthus
- Neoptychocarpus chocoensis
- Neoptychocarpus killipii